# Brázay Emil
Brázay Emil (Perjámos, 1888. március 16. – Bulcs, 1968. augusztus 12.) magyar újságíró, író, műfordító.

## Életútja
Az első világháború előtt budapesti lapok berlini munkatársa volt, kiadta és szerkesztette a Berlini Magyar Revü című riportlapot. Budapesten két elbeszéléskötete (Egyszerű történetek, 1909; Ezt láttam, frontélmények, 1915) és két színdarabja (Nyomorultak, 1911; A fenomén, 1917) jelent meg.
Utóbbi kamarajátékát 1917-ben Temesvárt mutatták be, ahol végleg megtelepedett, s 1920-ban két könnyű fajsúlyú elbeszéléskötettel jelentkezett (Sörnsen Dóra, a szeretőm, Békéscsabán 1913-ban megjelent kötetének 6. kiadása; Lóri, a vörös méreg). Megalapította és két évtizeden át (1919-39; 1945) szerkesztette az eredetileg Pán címmel indult, hetenként megjelenő A Toll című bulvárlapot, amely különböző betiltások miatt 1921 és 1924 között Forum, Tribün, Ohó, Új Toll, Új Pán, Toll és tőr, Toll és tinta, Tollseprű, Tollhegy, Tollszár nevet vett fel. Népszerű bűnügyi kiadványokkal is próbálkozott, sikert azonban csak a Pán Könyvtár című erotikus sorozattal ért el, mely modern külföldi írók s néhány erdélyi szerző műveit közölte. Novelláskötete: Szerző! (Temesvár, 1923).
Több szépirodalmi munkát fordított angolból, franciából, németből, köztük Bernard Shaw, Knut Hamsun, Alfred Kerr, Klabund, Peter Altenberg írásait. Frontperdita (Temesvár, 1945) című riportregénye egy meghurcolt zsidó leány háborús élményeit eleveníti fel; a Reportázs-almanach (Temesvár, 1946) publicisztikai írásokon kívül a szerző Karinthy Frigyessel folytatott levelezését tartalmazza; a Temesvári karnevál (Temesvár, 1948) című regénye újságírói eszközökkel történelmi képet igyekszik adni a fasiszta és az ellenálló erők akcióiról a Bánságban.

## Művei
- Szerző! Novellák, történetek; Keller Ny., Timişoara, s.a. (Pán könyvtár)
- Egyszerű történetek. Tizenkét novella; Benkő, Bp., 1909
- Nyomorultak. Színdarab a félvilágból; Benkő, Bp., 1911
- Sörnsen Dóra, a szeretőm. Novellák, rajzok; Pán, Timisoara, 1920 (Pán könyvtár)
- Ezt láttam. Novellisztikus írások a háborúból; Galantai Gyula, Bp., 1915
- A fenomén. Játék három felvonásban; szerzői, Bp., 1917
- Lóri, a vörös méreg. Novellák; Pán, Timisoara, 1920 (Pán könyvtár)
- Front-perdita. Riport-rapszódia; Pán, Temesvár, 1945 (Pán könyvtár)
- Temesvári karnevál. Majdnem regény; Pán, Timişoara, 1948 (Pán-könyvek)